# Élections législatives irakiennes de 2014
 (octobre 2014).

Des élections législatives se sont tenues en Irak le 30 avril 2014. Il s'agit d'élire les 328 membres du Conseil des représentants, au suffrage universel direct, avec un mandat de quatre ans,. Le nouveau Conseil élit ensuite le président de la République, qui nomme alors le Premier ministre.

## Système électoral
Le pays est composé de dix-huit circonscriptions (correspondant aux gouvernorats), élisant chacune entre sept et trente-quatre députés selon son poids démographique. Huit sièges sont réservés pour les minorités : cinq pour les chrétiens, un pour les sabéens, un pour les yézidis et un pour les Shabak.
Si la plupart des députés sont élus comme représentants des circonscriptions, via un mode de scrutin proportionnel plurinominal, sept sièges, appelés « sièges nationaux compensatoires », sont attribués (proportionnellement) aux partis ayant obtenu les meilleurs résultats au niveau national.
Le droit de vote s'acquiert à l'âge de 18 ans. Seules peuvent être élues les personnes âgées d'au moins 30 ans, diplômées de l'enseignement secondaire. Les membres actifs des forces armées ne peuvent se présenter comme candidats. Sont également exclues les personnes condamnées pour détournement de fonds publics ou pour crime d'honneur, ainsi que les anciens cadres du parti Baas.
Il y a quelque 18 million d'électeurs inscrits.

## Contexte et campagne électorale
Ce sont les quatrièmes élections depuis la chute de Saddam Hussein en 2003, et les premières depuis le départ des troupes américaines dans le pays.
L'élection se déroule dans un contexte d'instabilité et de violence. Les insurgés intégristes, enracinés dans les villes de Falloujah et Ramadi, poursuivent leur lutte contre les autorités dans la province d'Anbar. Le gouvernement craint un débordement de la guerre civile syrienne, et les liens entre rebelles islamistes en Syrie et en Irak. Les attentats suicides et autres attentats sectaires se poursuivent à travers le pays, ayant fait plus de 2 750 morts depuis le début de l'année 2014. L'organisation terroriste « État islamique en Irak et au Levant » menace les électeurs dans certaines parties du pays, leur ordonnant de ne pas prendre part aux élections.
La campagne électorale débute officiellement le 1er avril, toute campagne étant interdite avant cette date. Elle est toutefois perturbée par les violences. La campagne est dominée par la question de l'insécurité, le rétablissement de la paix et de l'ordre étant considérées nécessaires avant la mise en œuvre de toute autre politique. Ainsi, les besoins criants en termes d'accès à l'électricité, aux égouts, aux services publics essentiels, ainsi que la construction de nouvelles maisons et de routes, sont peu mentionnés par les candidats. La minorité sunnite, autrefois dominante au temps de Saddam Hussein, se considère désormais marginalisée ; la réconciliation des communautés n'est pas non plus évoquée. Le premier ministre sortant Nouri al-Maliki focalise ses promesses sur la lutte contre le terrorisme.
« Aucun des [principaux] blocs politiques ne présente de programme électoral », se contentant de vagues promesses, ou bien se positionnant uniquement sur la question de réformes institutionnelles. Peu de partis présentent de propositions concrètes et détaillées en matière de politique économique et sociale. « Les citoyens irakiens ne sont pas accoutumés à analyser des programmes économiques et de développement, et durant la campagne électorale les élites politiques et culturelles, ainsi que les médias, focalisent l'attention des électeurs sur les accusations réciproques des candidats, et sur les scandales, plutôt que présenter une analyse des programmes politiques ». Par ailleurs, les candidats « font typiquement appel aux origines ethniques, religieuses et tribales des électeurs, plutôt que de faire campagne sur des politiques spécifiques ».
Le Parti islamique Dawa, parti du premier ministre Nouri al-Maliki, fait placarder à Bagdad des affiches proclamant « Il est interdit de voter pour des candidats laïcs ». Cette proclamation est appuyée par une fatwa issue d'un marja (guide spirituel) proche du parti.

## Candidats
Cent quarante-deux partis politiques présentent au total 9 040 candidats pour ces élections, dont certains sont associés dans l'un des quarante-et-un blocs de coalition. Presque tous ces blocs sont liés à des communautés religieuses ou ethniques, le sectarisme paraissant profondément enraciné en politique irakienne. Tout parti a l'obligation de présenter au moins un tiers de femmes sur ses listes.
La Coalition de l'État de droit (droite), au pouvoir, composée de douze partis et dirigée par le premier ministre sortant Nouri al-Maliki, semble assurée d'arriver en tête parmi les chiites (majoritaires), mais aucun mouvement ne pourra remporter la majorité absolue des sièges. Cette Coalition regroupe notamment le Parti islamique Dawa (de Nouri al-Maliki ; conservateur), l'Assemblée des Indépendants (du vice-premier ministre Hussein Chahristani), et « deux partis alignés avec l'Iran » : l'organisation Badr (du ministre des Transports Hadi Al-Ameri) et le Parti islamique Dawa - Organisation Irak (du vice-président de la république Khoudaïr al-Khouzaï).
Le Conseil suprême islamique irakien est un autre parti politique chiite majeur. Anciennement affilié à l'Iran, il a « tourné son allégeance vers les autorités religieuses irakiennes en 2007 ». Le mouvement sadriste, islamiste, fondé par Moqtada al-Sadr (qui se retire de la vie politique début 2014), fait également campagne pour les voix des électeurs chiites.
Le principal bloc sunnite est le Moutahidoun du président du parlement Ousama al-Nujaïfi. Ce bloc, également conservateur, défend une plus grande décentralisation, afin de garantir une autonomie sunnite locale face au gouvernement national chiite à Bagdad. Il est allié de manière informelle au Parti démocratique du Kurdistan, ce dernier lui étant proche à la fois sur le plan religieux et sur la question de la décentralisation. 
Le principal mouvement laïque est la Coalition arabe du vice-premier ministre Saleh al-Moutlak, favorable à la centralisation de l'État et opposé à l'autonomie du Kurdistan irakien. L'ancienne coalition laïque du Mouvement national irakien s'est en effet fractionnée.
Les partis politiques kurdes, quant à eux, sont dispersés, entre la Coalition kurde unifiée, et le parti Gorran. 
Une loi permet l'exclusion de candidats « de mauvaise réputation ». L'opposition accuse le gouvernement d'user de cette loi pour interdire à certains opposants de participer à l'élection. Fin mars, la commission électorale accuse à ce sujet le gouvernement d'ingérence politique dans le déroulement de l'élection, et les membres de la commission menacent de démissionner collectivement, puis reçoivent des assurances de la part du gouvernement, et reprennent leurs fonctions.